# Composition des équipes masculines de hockey sur gazon à la Coupe d'Asie 2022
Cet article répertorie les compositions de toutes les équipes participantes à la Coupe d'Asie 2022. Les huit équipes nationales impliquées dans le tournoi devaient inscrire une équipe de 18 joueurs.
L'âge et la sélection de chaque joueur sont au 23 mai 2022, premier jour de la saison.

## Poule A

### Indonésie
L'effectif suivant de l'Indonésie pour la Coupe d'Asie 2022.

#### Joueurs
| Numéro | Joueur                | Date de naissance | Âge | Sélections |
| ------ | --------------------- | ----------------- | --- | ---------- |
| 1      | Wahid Hakim           | 22 janvier 1994   | 28  | 10         |
| 2      | Julius Rumaropen (GB) | 14 juillet 2004   | 17  | 0          |
| 3      | Fadli Muhamad         | 18 janvier 2000   | 22  | 11         |
| 4      | Asrul Alam            | 18 mai 1997       | 25  | 11         |
| 5      | Daarul Quthni         | 13 octobre 1992   | 29  | 17         |
| 7      | Astri Rahmad          | 23 avril 1993     | 29  | 11         |
| 8      | Frank Atwo            | 24 avril 1998     | 24  | 8          |
| 9      | Haris Siregar         | 1er juillet 1993  | 28  | 6          |
| 10     | Ahdan Asasi           | 3 décembre 1998   | 23  | 11         |
| 11     | Ardam                 | 23 mai 1992       | 30  | 21         |
| 12     | Alam Fajar (GB)       | 17 avril 1999     | 23  | 10         |
| 13     | Revo Priliandro       | 22 avril 1997     | 25  | 11         |
| 15     | Alfandy Prastyo       | 27 juillet 1999   | 22  | 17         |
| 17     | Jerry Efendi          | 19 janvier 1990   | 32  | 21         |
| 19     | Mochamad Fathur       | 30 janvier 2000   | 22  | 11         |
| 21     | Nurul Maulana         | 21 juillet 1997   | 24  | 11         |
| 22     | Abdullah Al Akbar     | 11 août 1995      | 26  | 12         |
| 23     | Aulia Al Ardh (C)     | 23 juin 1995      | 26  | 21         |
| 24     | Gamma Rahmatullah     | 26 mai 1994       | 27  | 21         |
| 27     | Andrea Sandrea        | 11 avril 1998     | 24  | 5          |

#### Staff
| Rôle                        | Nom             |
| --------------------------- | --------------- |
| Responsable d'équipe, cadre | Hendri Mulia    |
| Entraîneur                  | Dhaarma Raj     |
| Assistant de l'entraîneur   | Mappajalling    |
| Assistant de l'entraîneur   | Dian Indriansah |
| Physiothérapeute            | Sulaeman        |

#### Couleurs
| Vêtements   | Couleurs    | Couleurs    |
| ----------- | ----------- | ----------- |
| Maillots    | Rouge       | Vert foncé  |
| Shorts      | Blanc       | Noir        |
| Chaussettes | Rouge       | Noir        |
| Maillots GB | Bleu marine | Jaune clair |

### Inde
L'effectif suivant de l'Inde pour la Coupe d'Asie 2022.

#### Joueurs
| Numéro | Joueur                 | Date de naissance  | Âge | Sélections |
| ------ | ---------------------- | ------------------ | --- | ---------- |
| 5      | Karthi Selvam          | 1er septembre 2001 | 20  | 0          |
| 10     | Simranjeet Singh       | 27 décembre 1996   | 25  | 53         |
| 15     | Nilam Xess             | 7 novembre 1998    | 23  | 20         |
| 20     | Dipsan Tirkey          | 15 octobre 1998    | 23  | 30         |
| 24     | Sunil Sowmarpet        | 6 mai 1989         | 33  | 264        |
| 25     | Rajkumar Pal           | 1er mai 1998       | 23  | 11         |
| 26     | Birendra Lakra (C)     | 3 février 1990     | 32  | 201        |
| 33     | Pankaj Rajak (GB)      | 30 mars 1999       | 22  | 2          |
| 36     | Mareeswaran Shakthivel | 23 septembre 2000  | 21  | 0          |
| 37     | Sheshe Gowda           | 10 novembre 1994   | 27  | 0          |
| 38     | Abharan Sudev          | 13 mai 1997        | 25  | 0          |
| 39     | Maninder Singh         | 4 février 2001     | 21  | 0          |
| 40     | Vishnukant Singh       | 10 août 2002       | 19  | 0          |
| 43     | Uttam Singh            | 10 décembre 2002   | 19  | 0          |
| 47     | Yashdeep Siwach        | 26 décembre 2000   | 21  | 0          |
| 48     | Pardeep Singh          | 10 février 1997    | 25  | 0          |
| 49     | Manjeet Rathee         | 10 octobre 2001    | 20  | 0          |
| 51     | Abhisek Lakra          | 7 février 2000     | 22  | 0          |
| 52     | Pawan Rajbhar          | 2 juillet 1997     | 24  | 0          |
| 77     | Suraj Karkera (GB)     | 14 octobre 1995    | 26  | 34         |

#### Staff
| Rôle                        | Nom                   |
| --------------------------- | --------------------- |
| Responsable d'équipe, cadre | B.J. Kariappa         |
| Entraîneur                  | Sardar Singh          |
| Physiothérapeute            | Murugesan Ranganathan |
| Physiothérapeute            | Arul Achuthan         |
| Entraîneur physique         | R.O. Iype             |

#### Couleurs
| Vêtements   | Couleurs   | Couleurs |
| ----------- | ---------- | -------- |
| Maillots    | Bleu royal | Blanc    |
| Shorts      | Bleu royal | Blanc    |
| Chaussettes | Bleu royal | Orange   |
| Maillots GB | Jaune      | Rouge    |

### Japon
L'effectif suivant du Japon pour la Coupe d'Asie 2022.

#### Joueurs
| Numéro | Joueur                 | Date de naissance | Âge | Sélections |
| ------ | ---------------------- | ----------------- | --- | ---------- |
| 1      | Koji Yamasaki          | 27 février 1996   | 25  | 104        |
| 2      | Yusuke Kawamura        | 24 juillet 2001   | 20  | 0          |
| 3      | Takuma Niwa            | 27 avril 2000     | 22  | 5          |
| 4      | Haruki Ochiai          | 18 avril 1996     | 26  | 6          |
| 5      | Seren Tanaka (C)       | 9 novembre 1992   | 29  | 116        |
| 6      | Hiromasa Ochiai        | 9 février 1994    | 28  | 88         |
| 10     | Tsubasa Yamamizu       | 15 juillet 1994   | 27  | 29         |
| 12     | Yuma Nagai             | 18 mars 1996      | 26  | 16         |
| 13     | Manabu Yamashita       | 4 février 1989    | 33  | 199        |
| 14     | Raiki Fujishima        | 29 décembre 1999  | 22  | 17         |
| 15     | Ken Nagayoshi          | 26 octobre 1999   | 22  | 22         |
| 18     | Ryosei Kato            | 19 août 1997      | 24  | 17         |
| 20     | Masaki Ohashi          | 8 mai 1993        | 29  | 107        |
| 22     | Kaito Tanaka           | 1er novembre 1995 | 26  | 56         |
| 23     | Kosei Kawabe           | 20 juin 1999      | 22  | 8          |
| 26     | Ryoma Ooka             | 2 octobre 2001    | 20  | 5          |
| 27     | Yosuke Morita (GB)     | 26 février 1998   | 24  | 0          |
| 30     | Takashi Yoshikawa (GB) | 29 novembre 1994  | 27  | 107        |
| 31     | Ikumi Saeki            | 18 février 2002   | 20  | 0          |
| 32     | Yoshiki Kirishita      | 27 décembre 1998  | 23  | 68         |

#### Staff
| Rôle                        | Nom              |
| --------------------------- | ---------------- |
| Responsable d'équipe, cadre | Hiroki Watanabe  |
| Entraîneur                  | Akira Takahashi  |
| Assistant de l'entraîneur   | Katsuya Takase   |
| Physiothérapeute            | Kai Saito        |
| Physiothérapeute            | Tomoaki Fukasawa |

#### Couleurs
| Vêtements   | Couleurs | Couleurs    |
| ----------- | -------- | ----------- |
| Maillots    | Rouge    | Bleu marine |
| Shorts      | Rouge    | Bleu marine |
| Chaussettes | Rouge    | Bleu marine |
| Maillots GB | Jaune    | Vert foncé  |

### Pakistan
L'effectif suivant du Pakistan pour la Coupe d'Asie 2022.

#### Joueurs
| Numéro | Joueur                | Date de naissance | Âge | Sélections |
| ------ | --------------------- | ----------------- | --- | ---------- |
| 1      | Akmal Hussain (GB)    | 25 janvier 1999   | 23  | 0          |
| 3      | Mubashar Ali          | 6 juillet 1997    | 24  | 46         |
| 4      | Rizwan Ali            | 24 février 1998   | 24  | 3          |
| 7      | Moin Shakeel          | 8 juin 2000       | 21  | 10         |
| 8      | Rana Abdul            | 4 février 2000    | 22  | 10         |
| 9      | Shahid Abdul          | 7 septembre 2005  | 16  | 0          |
| 10     | Shan Ali              | 25 septembre 1993 | 28  | 145        |
| 11     | Rooman Khan           | 31 mars 2001      | 21  | 0          |
| 12     | Abdullah Ishtiaq (GB) | 21 mai 2000       | 22  | 0          |
| 14     | Umar Bhutta (C)       | 24 décembre 1992  | 29  | 177        |
| 16     | Ammad Butt            | 13 janvier 1996   | 26  | 129        |
| 17     | Hammadudin Muhammad   | 12 décembre 2000  | 21  | 6          |
| 19     | Abdullah Muhammad     | 5 novembre 2002   | 19  | 6          |
| 23     | Ajaz Ahmad            | 13 juin 1992      | 29  | 81         |
| 27     | Abu Mahmood           | 10 février 1998   | 24  | 71         |
| 28     | Afraz                 | 10 avril 1999     | 23  | 6          |
| 32     | Manan Abdul           | 4 décembre 2002   | 19  | 0          |
| 77     | Muhammad Razzaq       | 2 juin 1995       | 26  | 6          |
| 91     | Ghazanfar Ali         | 27 février 2002   | 20  | 10         |
| 99     | Junaid Manzoor        | 2 décembre 1998   | 23  | 13         |

#### Staff
| Rôle                        | Nom              |
| --------------------------- | ---------------- |
| Responsable d'équipe, cadre | Khawaja Junaid   |
| Entraîneur                  | Siegfried Aikman |
| Assistant de l'entraîneur   | Waseem Ahmed     |
| Physiothérapeute            | Adeel Akhtar     |
| Préparateur physique        | Daniel Borry     |

#### Couleurs
| Vêtements   | Couleurs   | Couleurs   |
| ----------- | ---------- | ---------- |
| Maillots    | Vert       | Blanc      |
| Shorts      | Blanc      | Vert       |
| Chaussettes | Vert foncé | Blanc      |
| Maillots GB | Rouge      | Vert foncé |

## Poule B

### Malaisie
L'effectif suivant de la Malaisie pour la Coupe d'Asie 2022.

#### Joueurs
| Numéro | Joueur                 | Date de naissance | Âge | Sélections |
| ------ | ---------------------- | ----------------- | --- | ---------- |
| 2      | Najib Hassan           | 20 février 1995   | 27  | 40         |
| 6      | Marhan Jalil (C)       | 5 mars 1990       | 32  | 271        |
| 8      | Ashran Hamsani         | 20 avril 1995     | 27  | 32         |
| 10     | Faizal Saari           | 13 janvier 1991   | 31  | 254        |
| 11     | Syed Cholan            | 12 mai 1995       | 27  | 88         |
| 13     | Firhan Ashari          | 9 mars 1993       | 29  | 168        |
| 15     | Shello Silverius       | 3 avril 1999      | 23  | 6          |
| 17     | Razie Rahim            | 25 août 1987      | 34  | 288        |
| 18     | Faiz Jali              | 18 février 1992   | 30  | 173        |
| 19     | Adrian Albert (GB)     | 19 février 1997   | 25  | 6          |
| 20     | Azuan Hasan            | 16 février 1994   | 28  | 156        |
| 21     | Hafizuddin Othman (GB) | 7 janvier 1992    | 30  | 67         |
| 22     | Norsyafiq Sumantri     | 17 juin 1996      | 25  | 68         |
| 23     | Kamal Azrai            | 3 octobre 1999    | 22  | 34         |
| 24     | Aiman Rozemi           | 19 juillet 1996   | 25  | 113        |
| 25     | Najmi Jazlan           | 4 avril 1995      | 27  | 84         |
| 26     | Shahril Saabah         | 28 mars 1994      | 28  | 141        |
| 27     | Hassan Muhammad        | 23 janvier 1999   | 23  | 2          |
| 28     | Zulpidus Mizun         | 13 juin 1996      | 25  | 8          |
| 29     | Amirul Azahar          | 5 mai 2000        | 22  | 0          |

#### Staff
| Rôle                        | Nom             |
| --------------------------- | --------------- |
| Responsable d'équipe, cadre | Mirnawan Nawawi |
| Entraîneur                  | Arul Anthoni    |
| Assistant de l'entraîneur   | Azrul Bistamam  |
| Assistant de l'entraîneur   | Amin Rahim      |
| Médecin                     | Devan Raguraja  |
| Physiothérapeute            | Fauzan Sanusi   |

#### Couleurs
| Vêtements   | Couleurs | Couleurs |
| ----------- | -------- | -------- |
| Maillots    | Jaune    | Blanc    |
| Shorts      | Noir     | Blanc    |
| Chaussettes | Jaune    | Rouge    |
| Maillots GB | Bleu     | Jaune    |

### Corée du Sud
L'effectif suivant de la Corée du Sud pour la Coupe d'Asie 2022.

#### Joueurs
| Numéro | Joueur             | Date de naissance | Âge | Sélections |
| ------ | ------------------ | ----------------- | --- | ---------- |
| 1      | Kim Jaehyeon (GB)  | 6 mars 1988       | 34  | 156        |
| 6      | Lee Namyong (C)    | 28 septembre 1983 | 38  | 278        |
| 7      | Jung Manjae        | 18 novembre 1990  | 31  | 151        |
| 8      | Lee Seungil (C)    | 21 décembre 1982  | 39  | 204        |
| 9      | Kim Junghoo        | 31 décembre 1991  | 30  | 70         |
| 10     | Hwang Taeil        | 31 octobre 1991   | 30  | 73         |
| 11     | Lee Jungjun        | 17 mai 1991       | 31  | 99         |
| 13     | Ji Woo Cheon       | 13 avril 1994     | 28  | 37         |
| 15     | Lee Hyeseung       | 22 juin 1999      | 22  | 9          |
| 17     | Lee Mookyoung      | 19 février 1992   | 30  | 45         |
| 18     | Kim Sunghyun       | 26 août 1994      | 27  | 7          |
| 19     | Jeong Junwoo       | 2 avril 1993      | 29  | 29         |
| 21     | Lee Seunghoon      | 20 mars 1985      | 37  | 140        |
| 23     | Kim Hyeongjin      | 14 avril 1994     | 28  | 57         |
| 25     | Jang Jonghyun      | 28 mars 1984      | 38  | 293        |
| 27     | Jeon Byungjin      | 11 mars 1990      | 32  | 96         |
| 29     | Yang Jihun         | 20 août 1991      | 30  | 78         |
| 30     | Rim Jinkang        | 25 juin 1992      | 29  | 12         |
| 31     | Kang Youngbin (GB) | 6 mai 1996        | 26  | 2          |
| 32     | Lee Juyoung        | 24 décembre 1993  | 28  | 8          |

#### Staff
| Rôle                        | Nom            |
| --------------------------- | -------------- |
| Responsable d'équipe, cadre | Kim Brung Hoon |
| Entraîneur                  | Shin Seok Kyo  |
| Assistant de l'entraîneur   | Shin Dong Yun  |
| Physiothérapeute            | Lee Yoonhyung  |

#### Couleurs
| Vêtements   | Couleurs | Couleurs   |
| ----------- | -------- | ---------- |
| Maillots    | Rouge    | Bleu       |
| Shorts      | Rouge    | Bleu       |
| Chaussettes | Rouge    | Bleu       |
| Maillots GB | Noir     | Vert clair |

### Oman
L'effectif suivant d'Oman pour la Coupe d'Asie 2022.

#### Joueurs
| Numéro | Joueur                | Date de naissance | Âge | Sélections |
| ------ | --------------------- | ----------------- | --- | ---------- |
| 3      | Ammaar Al Shaaibi     | 17 septembre 1995 | 26  | 26         |
| 4      | Ahmed Al Nofali       | 22 mars 1995      | 27  | 54         |
| 5      | Usama Bait            | 9 février 2000    | 22  | 9          |
| 6      | Akram Bait            | 28 juin 1998      | 23  | 15         |
| 7      | Mohammed Al-Noufali   | 22 février 1998   | 24  | 0          |
| 8      | Sami Al Laun          | 2 juin 1991       | 30  | 84         |
| 10     | Aseel Al-Maaini       | 14 janvier 1999   | 23  | 9          |
| 11     | Aliyas Al-Noufali     | 7 décembre 2001   | 20  | 12         |
| 12     | Khalid Al Shaaibi     | 7 septembre 1992  | 29  | 80         |
| 13     | Asaad Al Qasmi        | 18 novembre 1996  | 25  | 52         |
| 15     | Fisal Alloun          | 8 avril 1995      | 27  | 35         |
| 16     | Salah Al-Saadi (C)    | 5 avril 1987      | 35  | 122        |
| 18     | Sanad Al-Fazari       | 23 novembre 1997  | 24  | 18         |
| 19     | Ahmed Al Balushi      | 3 février 1992    | 30  | 90         |
| 20     | Fahad Al Lawati       | 5 avril 1998      | 24  | 15         |
| 22     | Fahad Al Noufali (GB) | 1er octobre 1992  | 29  | 93         |
| 23     | Rashad Al Fazari      | 8 mai 2000        | 22  | 43         |
| 25     | Asama Al-Shibli       | 29 juillet 1999   | 22  | 12         |
| 29     | Ibrahim Al Farsi (GB) | 22 mars 1997      | 25  | 7          |
| 30     | Mahmood Bait          | 11 mars 1991      | 31  | 72         |

#### Staff
| Rôle                        | Nom                    |
| --------------------------- | ---------------------- |
| Responsable d'équipe, cadre | Mohamed Al Batrani     |
| Gestionnaire suppléant      | Abduljabbar Al Balushi |
| Entraîneur                  | Lim Chiow              |
| Assistant de l'entraîneur   | Aiman Al-Kathiri       |
| Physiothérapeute            | Waleed Al Rashidi      |

#### Couleurs
| Vêtements   | Couleurs | Couleurs   |
| ----------- | -------- | ---------- |
| Maillots    | Rouge    | Blanc      |
| Shorts      | Rouge    | Blanc      |
| Chaussettes | Rouge    | Blanc      |
| Maillots GB | Gris     | Rouge noir |

### Bangladesh
L'effectif suivant du Bangladesh pour la Coupe d'Asie 2022.

#### Joueurs
| Numéro | Joueur                | Date de naissance | Âge | Sélections |
| ------ | --------------------- | ----------------- | --- | ---------- |
| 1      | Abu Nippon (GB)       | 15 novembre 1994  | 27  | 31         |
| 2      | Ashraful Islam        | 5 janvier 1999    | 23  | 66         |
| 3      | Farhad Shetul         | 9 décembre 1995   | 26  | 72         |
| 4      | Khorshadur Rahman (C) | 13 décembre 1995  | 26  | 78         |
| 6      | Roman Sarkar          | 1er janvier 1998  | 24  | 73         |
| 7      | Rashel Mahmud         | 5 mai 1987        | 35  | 130        |
| 8      | Fazla Rabby           | 6 avril 1999      | 23  | 29         |
| 9      | Milon Hossain         | 24 avril 1995     | 27  | 63         |
| 10     | Puskar Khisa          | 30 juin 1993      | 28  | 75         |
| 11     | Rakibul Mohammad      | 9 février 2004    | 18  | 7          |
| 13     | Rezaul Babu           | 24 novembre 1997  | 24  | 65         |
| 14     | Sarower Hossain       | 30 décembre 1995  | 26  | 72         |
| 15     | Naim Uddin            | 6 octobre 1999    | 22  | 36         |
| 16     | Emon Mohammad         | 22 septembre 1997 | 24  | 8          |
| 17     | Prince Samundo        | 10 avril 2002     | 20  | 14         |
| 19     | Arshad Hossain        | 1er juillet 2001  | 20  | 40         |
| 20     | Hasan Mohammad        | 12 octobre 2001   | 20  | 15         |
| 21     | Sobuj Shohanur        | 2 octobre 2000    | 21  | 24         |
| 22     | Biplob Kujur (GB)     | 22 janvier 2001   | 21  | 15         |

#### Staff
| Rôle                        | Nom                      |
| --------------------------- | ------------------------ |
| Responsable d'équipe, cadre | Yusuf Mohammad           |
| Gestionnaire suppléant      | Rinku Mohammad           |
| Entraîneur                  | Krishnamurthy Gobinathan |
| Assistant de l'entraîneur   | Zahirul Islam            |

#### Couleurs
| Vêtements   | Couleurs   | Couleurs   |
| ----------- | ---------- | ---------- |
| Maillots    | Rouge      | Vert       |
| Shorts      | Vert       | Rouge      |
| Chaussettes | Rouge      | Vert clair |
| Maillots GB | Bleu clair | Gris pêche |